# ヒャダイン Up Your Life
『ヒャダイン Up Your Life』（ヒャダイン アップ ユア ライフ）はNACK5のラジオ番組。

## 番組概要
2011年から約12年間に渡って放送された『キリン一番搾り One More Pint!』を改題の上リニューアル。
前番組のスポンサーであったキリンビールの降板に伴い、パーソナリティとゲストが番組内でビールを飲む要素をなくした上で、互いにトークをするおよその番組内容を引き継ぎ、『あなたの生活に「知恵や楽しみ、そして素敵な音楽」＝ヒャダインを！～』をモットーに、ゲストとのトークから日々の生活をより充実させるためのヒントを提供する番組。
番組内の合言葉は『金午後6時は、ヒャダイン Up Your Life!』

## 番組コーナー
- Listeners Up Your Life
- Chat HDN
- Music Up Your Life

## 出演者
- ヒャダイン - パーソナリティ[注釈 1]

### ゲスト
| 2023年 | 2023年     | 2023年                       | 2023年     |
| 放送日 | 放送日     | ゲスト                       | 備考       |
| ------ | ---------- | ---------------------------- | ---------- |
| 4月    | 7日・14日  | 峯岸みなみ                   |            |
| 4月    | 21日・28日 | 武井壮                       |            |
| 5月    | 5日・12日  | 菊川怜                       |            |
| 5月    | 19日・26日 | 清水みさと                   |            |
| 6月    | 2日・9日   | ニシダ（ラランド）           |            |
| 6月    | 16日・23日 | 永野                         |            |
| 6月    | 30日       | 鈴村健一                     |            |
| 7月    | 7日        | 鈴村健一                     |            |
| 7月    | 14日・21日 | 大場花菜（=LOVE）            |            |
| 7月    | 28日       | 古坂大魔王                   | [ 注釈 2 ] |
| 8月    | 4日        | 古坂大魔王                   | [ 注釈 2 ] |
| 8月    | 11日・18日 | 斉藤朱夏                     | [ 注釈 3 ] |
| 8月    | 25日       | 鎌田菜月・谷真理佳（SKE48）  |            |
| 9月    | 1日        | 鎌田菜月・谷真理佳（SKE48）  |            |
| 9月    | 8日・15日  | 喉押さえマン                 |            |
| 9月    | 22日・29日 | 日髙のり子                   |            |
| 10月   | 6日・13日  | ウエストランド               |            |
| 10月   | 20日・27日 | 超特急                       |            |
| 11月   | 3日・10日  | 在日ファンク                 |            |
| 11月   | 17日       | 高橋みなみ                   | [ 注釈 4 ] |
| 11月   | 24日       | 永野                         | [ 注釈 4 ] |
| 12月   | 1日・8日   | GLIM SPANKY                  |            |
| 12月   | 15日・22日 | クロちゃん（安田大サーカス） |            |
| 12月   | 29日       | 伊織もえ                     |            |

| 2024年 | 2024年     | 2024年                     | 2024年     |
| 放送日 | 放送日     | ゲスト                     | 備考       |
| ------ | ---------- | -------------------------- | ---------- |
| 1月    | 5日        | 伊織もえ                   |            |
| 1月    | 12日・19日 | 景井ひな                   |            |
| 1月    | 26日       | 河本準一（次長課長）       |            |
| 2月    | 2日        | 河本準一（次長課長）       |            |
| 2月    | 9日・16日  | 詩羽（水曜日のカンパネラ） |            |
| 2月    | 23日       | 足立梨花                   |            |
| 3月    | 1日        | 足立梨花                   |            |
| 3月    | 8日・15日  | 荻野由佳                   | [ 注釈 5 ] |
| 3月    | 22日・29日 | マハラージャン             |            |